# Zaur Guliyev
Zaur Hikmat oglu Guliyev (en azerí: Zaur Hikmət oğlu Quliyev) es un capitán de primera de las Fuerzas Navales de las Fuerzas Armadas de Azerbaiyán, participante de la Guerra del Alto Karabaj, Héroe de la Guerra Patria.

## Biografía
Zaur Guliyev sirve en las Fuerzas Navales de Azerbaiyán. Él participó en la Guerra del Alto Karabaj en 2020. Se distinguió en la liberación de la ciudad de Qubadli y varias aldeas del raión de Qubadli de los ocupantes. El 26 de octubre de 2020, el comandante en jefe, el presidente de Azerbaiyán, Ilham Aliyev felicitó a Zaur Guliyev. El 10 de diciembre de 2020, durante el Desfile de la Victoria en Bakú Fueron seguidos por los infantes de marina de Armada liderados por Zaur Guliyev.

## Premios y títulos
- Medalla de Héroe de la Guerra Patria (2020)[3]
- Medalla Por la liberación de Jabrayil (2020)[4]
- Medalla Por la liberación de Fuzuli (2020)[5]
- Medalla Por la liberación de Khojavend (2020)[6]
- Medalla Por la liberación de Qubadli (2020)[7]